# Mohamed Ali Slama
Mohamed Ali Slama, né le 9 septembre 1988 à Zarzis, est un footballeur tunisien.

## Carrière
- avant 2011 : Espérance sportive de Zarzis (Tunisie)
- 2011-2016 : Espérance sportive de Tunis (Tunisie)
  - 2012-2013 : Club sportif de Hammam Lif (Tunisie), en prêt
  - 2013-2014 : Stade gabésien (Tunisie), en prêt
  - 2014-2015 : Espérance sportive de Zarzis (Tunisie), en prêt
  - 2015-2016 : Jeunesse sportive kairouanaise (Tunisie), en prêt
- 2016-2017 : Union sportive monastirienne (Tunisie)

## Palmarès
- Ligue des champions de la CAF : 2011